# خاله قورباغه و آقا پسر
خاله قورباغه و آقا پسر مجموعۀ تلویزیونی ایرانی در سبک عروسکی است که در دههٔ ۱۳۷۰ از تلویزیون ایران پخش شد. ژانر این سریال کمدی و مخصوص گروه سنی کودکان بود. دو عروسک خاله قورباغه (از شخصیت‌های عروسکی فیلم) وجود دارد. یکی در موزهٔ سینما قرار دارد و عروسک دیگر را فرشته طائرپور (کارگردان سریال) به جنبش مردمی «سین هشتم؛ سرپناه» برای حمایت از مردم بی‌خانمان هدیه کرد.